# Wypieranie portfelowe
Wypieranie portfelowe – zjawisko w polityce gospodarczej, gdy zwiększenie wydatków państwa powoduje względnie niski wzrost zagregowanego popytu.
Wypieranie portfelowe zachodzi wtedy, gdy pieniądz i papiery wartościowe są dobrymi komplementarnymi (wzrost zapotrzebowania na jedno z nich spowoduje równoczesne zwiększone zapotrzebowanie na drugie dobro). Zatem emisja państwowych obligacji wiąże się ze wzrostem popytu na pieniądz. Dochodzi wtedy do przesunięcia w prawo krzywej odpowiadającej za równowagę na rynku dóbr (krzywa IS) – na skutek zwiększenia wydatków państwa, ale też przesunięcia w lewo krzywej odpowiadającej za równowagę na rynku pieniądza (krzywa LM) – z powodu zwiększenia popytu na pieniądz powstaje presja na podniesienie stopy procentowej przy każdym poziomie dochodu. Wskutek tych zmian kształtuje się nowy punkt zapewniający jednoczesną równowagę na obu rynkach, dóbr i pieniądza, określający poziom stopy procentowej i wielkość dochodu. Dochodzi do podniesienia stopy procentowej, ale dochód zwiększa się minimalnie lub nawet zmniejsza się względem stanu przed rozpoczęciem ekspansji fiskalnej.
Gdy poziom dochodu po zwiększeniu wydatków państwa maleje, mamy do czynienia z wypieraniem portfelowym z nawiązką.